# Royal Society for the Prevention of Cruelty to Animals
Royal Society for the Prevention of Cruelty to Animals (RSPCA) er en britisk dyreværnsorganisation som opererer i England og Wales. Den blev grundlagt i 1824 (som SPCA) og har siden dannet grundlaget for lignende organisationer i en række andre lande, deriblandt Scottish SPCA, RSPCA Australia og ASPCA i USA.